# 二甲基二硫代氨基甲酸盐
二甲基二硫代氨基甲酸盐（英語：Dimethyldithiocarbamate）是一类含硫有机化合物，分子式为(CH3)2NCS2−，是最简单的二硫代氨基甲酸类物质之一。二甲基二硫代氨基甲酸盐可以被亚硝酸氧化。

## 应用
它的各种化合物是许多杀虫剂和橡胶化学品的组成部分，包括其钠盐福美钠、钾盐福美钾、以及复盐福美鋅、福美镍和氧化产物福美双。